# Vittore Gottardi
Vittore Gottardi (ur. 24 września 1941 w Caslano, zm. 18 grudnia 2015) – szwajcarski piłkarz grający na pozycji napastnika. W swojej karierze rozegrał 4 mecze w reprezentacji Szwajcarii.

## Kariera klubowa
W swojej karierze piłkarskiej Gottardi występował w klubie FC Lugano. W sezonie 1967/1968 zdobył z Lugano Puchar Szwajcarii.

## Kariera reprezentacyjna
W reprezentacji Szwajcarii Gottardi zadebiutował 16 lipca 1966 roku w przegranym 1:2 meczu Mistrzostw Świata w Anglii z Hiszpanią, rozegranym w Sheffield. Na tym turnieju rozegrał jeszcze jeden mecz, z Argentyną (0:2). Od 1966 do 1967 roku rozegrał w kadrze narodowej 4 mecze.